# Gino Ciampa
Gino Ciampa (24 de septiembre de 1962) es un deportista australiano que compitió en judo. Ganó dos medallas de oro en el Campeonato de Oceanía de Judo en los años 1981 y 1985.

## Palmarés internacional
| Campeonato de Oceanía | Campeonato de Oceanía    | Campeonato de Oceanía | Campeonato de Oceanía |
| Año                   | Lugar                    | Medalla               | Categoría             |
| --------------------- | ------------------------ | --------------------- | --------------------- |
| 1981                  | Suva (Fiyi)              | Medalla de oro        | –60 kg                |
| 1985                  | Auckland (Nueva Zelanda) | Medalla de oro        | –60 kg                |